# Myonia
Myonia is een geslacht van vlinders van de familie tandvlinders (Notodontidae), uit de onderfamilie Dioptinae.

## Soorten
- M. aequivoca Warren, 1901
- M. alea Druce, 1890
- M. assimilis Hering, 1925
- M. augusta Warren, 1909
- M. avara Druce, 1899
- M. basivitta Prout, 1918
- M. bicurvata Bastelberger, 1908
- M. biplagiata Warren, 1897
- M. capena Druce, 1885
- M. celata Warren, 1906
- M. cingulina Druce, 1885
- M. citrina Druce, 1898
- M. conigera Prout, 1918
- M. corvica Dognin, 1923
- M. cuneiplaga Prout, 1918
- M. decolorata Hering, 1925
- M. depravata Hering, 1925
- M. desmotrichoides Hering, 1925
- M. dominula Warren, 1909
- M. ederi Prout, 1918
- M. euryzona Prout, 1921
- M. evippe Walker, 1854
- M. evippoides Hering, 1925
- M. glaucaspis Walker, 1854
- M. graba Druce, 1899
- M. imitatrix Warren, 1909
- M. inaria Druce, 1885
- M. josia Felder & Felder, 1862
- M. labana Druce, 1899
- M. leechi Prout, 1918
- M. lindigii Felder, 1868
- M. macropoecila Hering, 1925
- M. maera Schaus, 1892

- M. mimica Hering, 1925
- M. mitys Druce, 1899
- M. ovia Druce, 1893
- M. pales Druce, 1893
- M. papula Dognin, 1923
- M. priverna Cramer, 1777
- M. projecta Warren, 1909
- M. prouti Hering, 1925
- M. pyraloides Hering, 1925
- M. quadricolor Walker, 1856
- M. quadriguttata Hering, 1925
- M. regis Hering, 1925
- M. saga Hering, 1925
- M. salvini Felder, 1868
- M. seducta Prout, 1918
- M. semimarginata Dognin, 1902
- M. semiplaga Warren, 1905
- M. sobria Walker, 1854
- M. stenoxantha Hering, 1925
- M. subalba Hering, 1925
- M. tapajoza Dognin, 1923
- M. umbrifera Walker, 1854
- M. ursula Hering, 1925
- M. xanthogramma Hering, 1926